# Hevelianum
Hevelianum (do października 2018 Centrum Hewelianum) – miejsce znajdujące się na terenie dawnego Fortu Góry Gradowej w Gdańsku.
Hevelianum łączy w sobie ideę interdyscyplinarnego miejsca edukacji oraz historii, kultury i rekreacji.
W odrestaurowanych obiektach pofortecznych można zwiedzać stałe wystawy interaktywne: fizyczną „Z energią!”, historyczne „Wehikuł Czasu – Człowiek i Pocisk” oraz „Wehikuł Czasu – Zabawy z Historią”, ekspozycję matematyczną „Łamigłówka” oraz geograficzną „Dookoła Świata”. Warsztat Wyobraźni jest przestrzenią, w której organizowane są warsztaty dla dzieci w wieku od 3 do 9 lat. Hevelianum organizuje wystawy czasowe, niekonwencjonalne zajęcia edukacyjne oraz imprezy popularnonaukowe skierowane do grup zorganizowanych oraz osób indywidualnych. W odrestaurowanym budynku Wozowni Artyleryjskiej, otwartym dla gości w 2018 roku, działa restauracja i Centrum Konferencyjne.